# Clarkia

Clarkia  es un género de plantas con flores con 40 especies perteneciente a la familia  Onagraceae. Casi todas son nativas del oeste de Norteamérica, aunque la especie Clarkia tenella es nativa de Sudamérica.  
Clarkias son plantas caducifolias que alcanzan una altura de  1.5 metros.  Sus hojas son pequeñas y simples de 1 a 10 cm de longitud, dependiendo de la especie.  Sus flores tienen cuatro sépalos y cuatro pétalos.  Algunas especies se cultivan como planta ornamental, por ejemplo Clarkia unguiculata, Clarkia speciosa, y  Clarkia amoena.  
El género fue nombrado en honor de capitán explorador William Clark.
La Royal Navy tiene un barco llamado HMS Clarkia.

## Especies seleccionadas
- Clarkia affinis
- Clarkia amoena
- Clarkia arcuata
- Clarkia australis
- Clarkia biloba
- Clarkia borealis
- Clarkia bottae
- Clarkia breweri
- Clarkia concinna
- Clarkia cylindrica
- Clarkia davyi
- Clarkia delicata
- Clarkia dudleyana
- Clarkia epilobioides
- Clarkia exilis
- Clarkia franciscana
- Clarkia gracilis
- Clarkia heterandra
- Clarkia imbricata
- Clarkia jolonensis
- Clarkia lassenensis
- Clarkia lewisii
- Clarkia lingulata
- Clarkia mildrediae
- Clarkia modesta
- Clarkia mosquinii
- Clarkia prostrata
- Clarkia purpurea
- Clarkia rhomboidea
- Clarkia rostrata
- Clarkia rubicunda
- Clarkia similis
- Clarkia speciosa
- Clarkia springvillensis
- Clarkia stellata
- Clarkia tembloriensis
- Clarkia tenella (Cav.) H.F.Lewis & M.R.Lewis - sangre de loro[1] (Chile)
- Clarkia unguiculata
- Clarkia virgata
- Clarkia williamsonii
- Clarkia xantiana